# Província Socialista Autònoma de Kosovo
La província Socialista Autònoma de Kosovo (en serbocroat: Socijalistička Autonomna Pokrajina Kosovo, transcrit en cirílic: Социјалистичка Аутономна Покрајина Косово, en albanès: Krahina Socialista Autònoma i Kosovës) va ser una de les dues províncies autònomes de la RS de Sèrbia dins la RFS de Iugoslàvia (l'altra és la Província Socialista Autònoma de Vojvodina), entre 1946 i la desintegració de Iugoslàvia.
Entre 1946 i 1963 la província era anomenada Districte Autònom de Kosovo i Metohija, i gaudia d'un nivell més baix d'autonomia que la província de Vojvodina. Entre 1963 i 1973, quan li van concedir el mateix status que a Vojvodina, la província va ser reanomenada Província Autònoma de Kosovo i Metohija. El 1973 es va concedir a les dues províncies autònomes de Vojvodina i Kosovo un augment significatiu de l'autonomia, aleshores es va afegir el qualificatiu "socialista" als respectius noms oficials complets, de manera que la Província Autònoma de Kosovo i Metohija va passar a ser la Província Socialista Autònoma de Kosovo, perdent l'afegitó de Metohija. Al cap de quinze anys, durant la desintegració de Iugoslàvia, es van revertir les reformes de 1973 i la província va recuperar el nom que havia tingut entre 1963 i 1973 (Província Autònoma de Kosovo i Metohija).